# Новофедорівка (станція)
Новофе́дорівка (до 1952 року — Кєлєчі́, крим. Keleçi) — проміжна залізнична станція Кримської дирекції Придніпровської залізниці на неелектрифікованій лінії Джанкой — Владиславівка між станціями Ічкі (8 км) та Іслям-Терек (14 км). Розташована в селі Новофедорівка Феодосійського району Автономної Республіки Крим.

## Пасажирське сполучення
На станції Новофедорівка зупиняються приміські поїзди сполученням:
- Феодосія — Сімферополь;
- Армянськ — Феодосія;
- Джанкой — Феодосія / Керч.